# Parallel (video)
Parallel je video kompilace kapely R.E.M., obsahující propagační videoklipy k písním z alb Monster a Automatic for the People. Na videu vyšlo Parallel 30. května 1995 a na DVD 22. srpna 2000, obojí u labelu Warner Brothers. 
Kompilace, která má asi 70 minut, obsahuje všechny videoklipy, které vyšly k singlům z alb Monster a Automatic for the People (např. „Man on the Moon“, „Everybody Hurts“, „The Sidewinder Sleeps Tonite“ a „What's the Frequency, Kenneth?“), několik avantgardních klipů v délce od dvou do deseti minut vložené mezi písně a také A–Z kapely R.E.M. na konci kompilace.
DVD neobsahuje žádné bonusy, ale je možno si k písním zapnout titulky. Audio na DVD-5 je v PCM Stereo. DVD bylo ve Velké Británii cenzory označeno jako „15+“ kvůli nahotě v „Nightswimming“.

## Seznam skladeb
1. Intro
2. Drive
3. Man on the Moon
4. The Sidewinder Sleeps Tonite
5. Everybody Hurts
6. Nightswimming
7. Find the River
8. What's the Frequency, Kenneth?
9. Bang and Blame
10. Star 69
11. Strange Currencies
12. Crush With Eyeliner
13. Credits (featuring 'Star Me Kitten')